# Бозиновски, Рис
Рис Бозиновски (англ. Rhys Bozinovski; род. 7 марта 2004, Австралия) — австралийский футболист, полузащитник клуба «Уэстерн Юнайтед».

## Клубная карьера
Бозиновски — воспитанник клубов «Спринг Хиллс Сталлионс», «Саншайн Джордж Кросс» и «Мельбурн Сити». В 2022 году игрок подписал контракт с «Уэстерн Юнайтед». 8 мая в матче против «Аделаида Юнайтед» он дебютировал в A-Лиге. 

## Международная карьера
В 2023 году в составе молодёжной сборной Австралии Бозиновски принял участие в молодёжном Кубке Азии в Узбекистане. На турнире он сыграл в матче против команды Вьетнама. 